# Vorwarts Pharma

## Історія
- 2006 — Засновано європейську фармацевтичну компанію Vorwarts Pharma з головним офісом у Києві, Україна. Розпочато комерційну діяльність у країнах СНД, Польщі та Балтії.
- 2006–2013 — Компанія укладає довгострокові партнерські угоди з європейськими та регіональними виробниками. Основну увагу зосереджено на дистрибуції й просуванні іноземних брендів на фармацевтичному ринку України.
- 2013 — Розпочато розробку та просування власних брендів у співпраці з виробниками з Європи, України та інших країн.
- 2018 — Відбувся ребрендинг компанії. Визначено ключові стратегічні напрями розвитку, сформовано профільну команду фахівців, запущено внутрішні підрозділи досліджень і розробок (R&D) та маркетингу.
- 2019 — Структура компанії зазнала розширення внаслідок придбання Національної гомеопатичної спілки. Активізовано розвиток пріоритетних терапевтичних напрямків.
- 2020 — Створено власне виробництво дієтичних добавок у форматі стиків, а також лабораторних витратних матеріалів під брендом Vorwarts Diagnostic. Значно розширено асортимент продукції.
- 2021 — Налагоджено виробництво медичних виробів і впроваджено на ринок нову лінійку продуктів для неврології. Кількість працівників компанії зросла на 25 %.
- 2022 — Незважаючи на воєнні виклики, компанія повністю відновила діяльність. Розпочато вихід на міжнародні ринки завдяки реєстрації брендів на платформі Amazon, а також у Польщі та країнах Балтії.
- 2023 — Реалізовано масштабну експансію. Штат компанії збільшено до близько 200 фахівців. Засновано напрямок естетичної медицини та ін'єкційної косметології Vorwarts Beauty. Бренд Betargin увійшов до числа лідерів на ринку дієтичних добавок в Україні.

## Виробники продукції
Продукція компанії Vorwarts Pharma виготовляється на фармацевтичних підприємствах, сертифікованих відповідно до стандартів GMP, розташованих у країнах Європейського Союзу, України та інших держав.
- Pharmatis[d] (Франція) — фармацевтичне підприємство, спеціалізоване на виробництві рідких лікарських форм у саше, стиках та питних ампулах. Має сертифікати відповідності стандартам ISO 9001 та ISO 14001. Діяльність компанії ґрунтується на принципах сталого розвитку та екологічної відповідальності.
- Farmaflor (Італія) — виробничий підрозділ, розташований у регіоні П'ємонт. Основу продукції становлять натуральні інгредієнти. Компанія дотримується принципів екологічної безпеки та природної ефективності.
- Ferraz Group (Португалія) — компанія, що з 1981 року займається розробкою багатокомпонентних фармацевтичних форм і рішень. Основний напрям — виробництво біологічно активних добавок і медичних засобів.
- Chemo[d] (Іспанія) — міжнародна фармацевтична корпорація зі штаб-квартирами в Мадриді та Буенос-Айресі. Має понад 15 виробничих майданчиків і близько 6000 працівників. Спеціалізується на виробництві активних фармацевтичних інгредієнтів (API), готових лікарських форм і брендових препаратів. Компанія представлена у 96 країнах світу.
- PharmaLinea (Словенія) — виробник харчових добавок під приватною торговою маркою. Спеціалізується на клінічно досліджених формулах із високим рівнем стабільності та широким спектром форматів — рідких, порошкових, спреєвих.
- Dongkook Pharmaceutical[ko] (Південна Корея) — фармацевтична компанія з понад 50-річним досвідом. Була першою в Кореї, що отримала європейський GMP-сертифікат для ін'єкційних форм. Експортує продукцію до понад 60 країн світу.
- Vocate Pharmaceuticals (Греція) — підприємство, що спеціалізується на виробництві непатентованих лікарських засобів і медичних виробів. Продукція виготовляється на підприємствах, сертифікованих за стандартами GMP і ISO.
- Інфузія (Україна) — фармацевтичне підприємство, що функціонує з 2001 року. Спеціалізується на виробництві інфузійних розчинів. Асортимент нараховує понад 50 позицій, виробництво відповідає міжнародним стандартам якості.
- Біолік (Україна) — акціонерне товариство з більш ніж 120-річною історією. Займається виробництвом вакцин, імуноглобулінів, дієтичних добавок і діагностичних препаратів. Постійно оновлює науково-технічну базу відповідно до міжнародних вимог.
- MedPro Nutraceuticals[en] (Латвія) — компанія, що спеціалізується на контрактному виробництві біологічно активних добавок у різних формах (капсули, таблетки, порошки, рідини). Підприємство сертифіковане за стандартами GMP, ISO 22000 та HACCP.